# 瓦武尼亞區
瓦武尼亞區是斯里蘭卡北部省的一個區。面積2,642平方公里。2001年估計人口149,825人。首府位於瓦武尼亞。